# Mégalithes de Tunisie
Les mégalithes de Tunisie sont essentiellement des dolmens constitués d'une ou plusieurs grosses dalles de couverture posées sur des pierres verticales ou horizontales qui leur servent de pieds. Les dolmens sont généralement interprétés comme des monuments funéraires ayant abrité des sépultures collectives.
En Tunisie, on les retrouve principalement dans le nord du pays : les plus importantes sont celles du Djebel Gorra situé près de la petite ville de Thibar. Dans la région de Makthar se trouvent plusieurs sites mégalithiques dont ceux du site archéologique de Makthar, d'Ellès, de Henchir Mided, de Hammam Zouakra, d'El Ksour, de Kesra, de Henchir El Assel, des environs de Dar Bel Ouaer à Enfida ainsi que des sites archéologiques de Bulla Regia et Dougga.

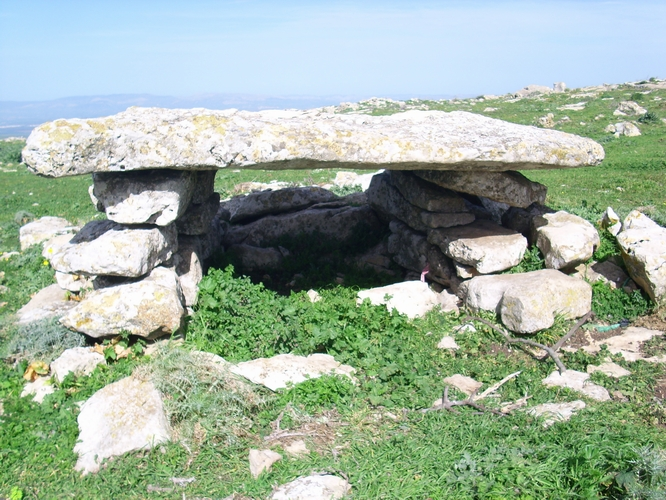
Dolmens du Djebel Gorra
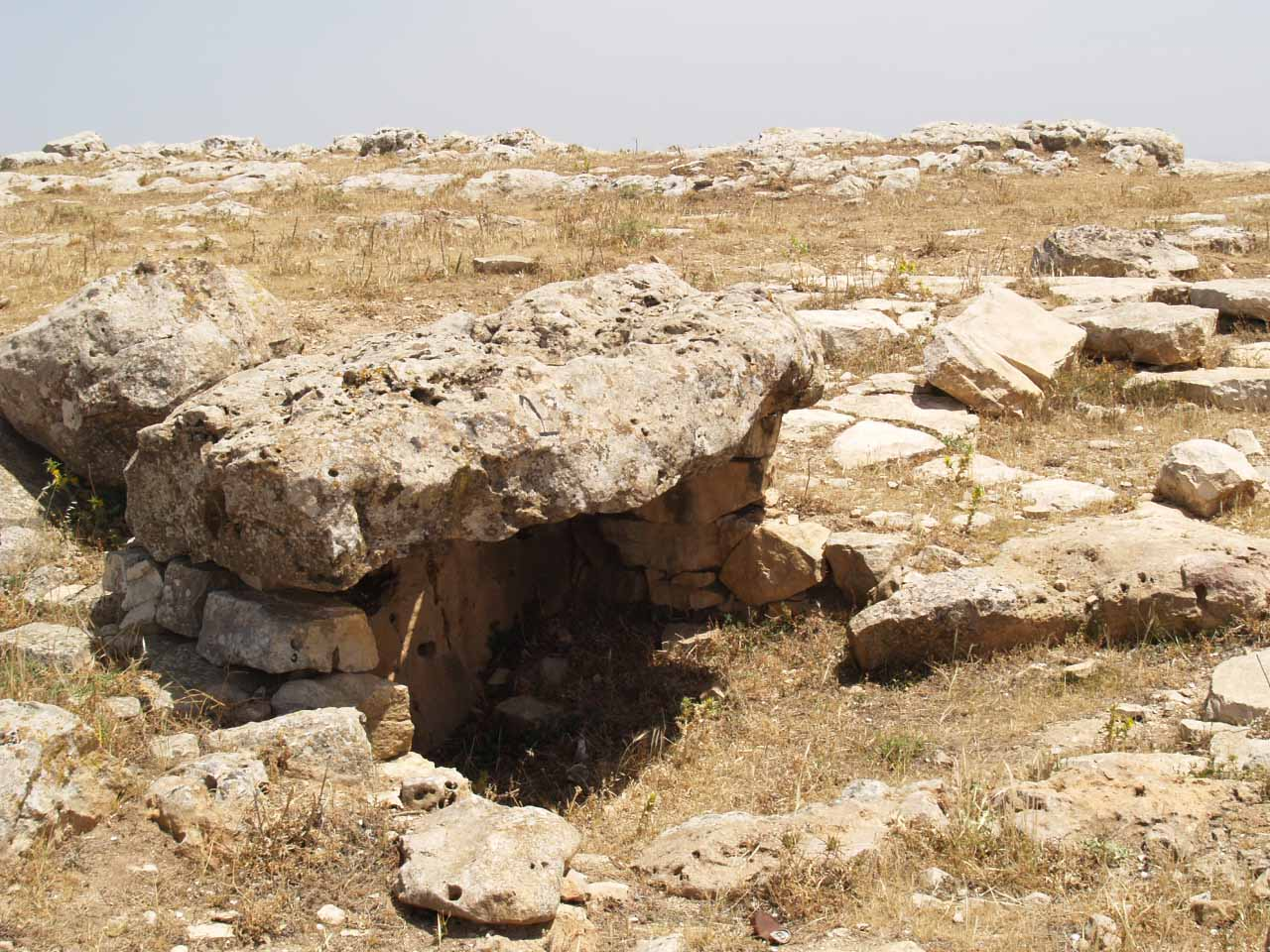
Dolmen de Dougga
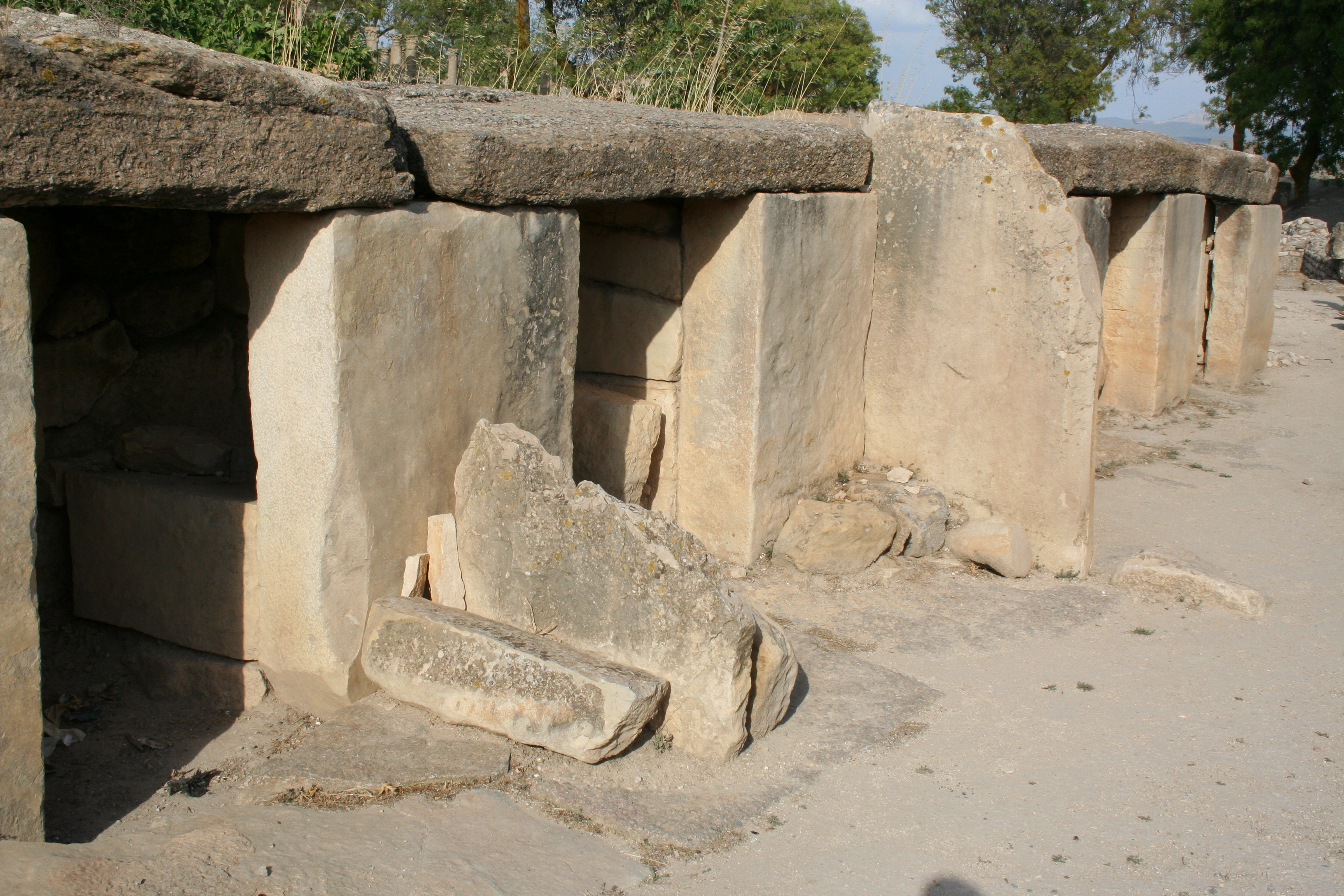
Mégalithes de Makthar